# Iglesia de San Fructuoso (Santiago de Compostela)
La iglesia de San Fructuoso, iglesia de las Angustias de Abajo o de la Real Angustia (en gallego: Igrexa de San Froitoso) es un templo de estilo churrigueresco localizado en Santiago de Compostela, junto a la plaza del Obradoiro, que fue proyectado por Lucas Ferro Caaveiro en el siglo XVIII.

## Características
Es de planta central y cuenta con una gran cúpula. La fachada está concebida para ser contemplada desde la plaza del Obradoiro, por lo que la decoración se concentra en la cornisa superior, donde están las imágenes de las cuatro virtudes cardinales, es decir, la Prudencia, la Justicia, la Fortaleza y la Templanza (que la tradición popular afirma que son los cuatro palos de la baraja).
Asimismo, tiene un campanario adornado con volutas y pináculos y una hornacina con la imagen de la Virgen de las Angustias. En su interior destaca la Piedad neoclásica de Antón Fernández o Vello que preside el altar mayor.
Su construcción está relacionada con el hecho de que el obispo Gelmírez trajo de Braga las reliquias de san Fructuoso, que actualmente se pueden venerar en la capilla de las reliquias de la catedral de Santiago.